# Рощина-Инсарова, Екатерина Николаевна
Екатери́на Никола́евна Ро́щина-Инса́рова, урожд. Па́шенная (12 июня (24 июня) 1883 — 28 марта 1970) — русская драматическая актриса

.

## Биография
Родилась в Москве. Дочь актёра Николая Рощина-Инсарова (настоящая фамилия Пашенный), сестра актрисы Веры Пашенной.
С 1899 выступала на провинциальной и московской сцене (Малый театр). С 1906 года работала в Петербурге (Петрограде). Актриса Суворинского театра, театра Незлобина, Александринского театра.
Участвовала в постановках В. Мейерхольда.
С 1918 года в эмиграции (через Одессу в Константинополь, затем Мальта, Рим). Играла в Театре Русской драмы в Риге, основала там свой Камерный театр, затем несколько десятилетий прожила в Париже.
Была замужем за графом Сергеем Алексеевичем Игнатьевым (1888—1955), сыном Алексея Павловича и Софии Сергеевны Игнатьевых. В 1919 году в Риме у них родился сын Алексей. В 1928 году супруги разошлись.
В 1965 году дала интервью радио «Свобода» о своей жизни. Скончалась в 1970 году, похоронена на кладбище Сент-Женевьев-де-Буа.

### Роли
Александринский театр
- «Нора» Г. Ибсена — Нора
- «Родина» Г. Зудермана — Магда
- «Дама с камелиями» А. Дюма — Маргарита Готье
- «Любовь» И. Н. Потапенко — Даша
- «Бесы» Ф. М. Достоевского — Елизавета Дроздова
- «Обнажённая» А. Батайля — Лулу
- «Цена жизни» В. И. Немировича-Данченко — Анна
- «Зеленое кольцо» З. Н. Гиппиус — Финочка
- «Пигмалион» Дж. Б. Шоу — Элиза Дулиттл
- «Романтики» Д. С. Мережковского — Варенька
- «Гроза» А. Н. Островского — Катерина
- «Бесчестные» Ф. Филиппи — Беата
- «Маскарад» М. Ю. Лермонтова — Нина[2]